# Stanisław Skoczowski
Stanisław Skoczowski (ur. 27 marca 1936 w Poznaniu, zm. 8 marca 2006 w Szczecinie) – polski inżynier-automatyk związany z Wydziałem Elektrycznym Politechniki Szczecińskiej, profesor, rektor PS (1990–1993).

## Życiorys

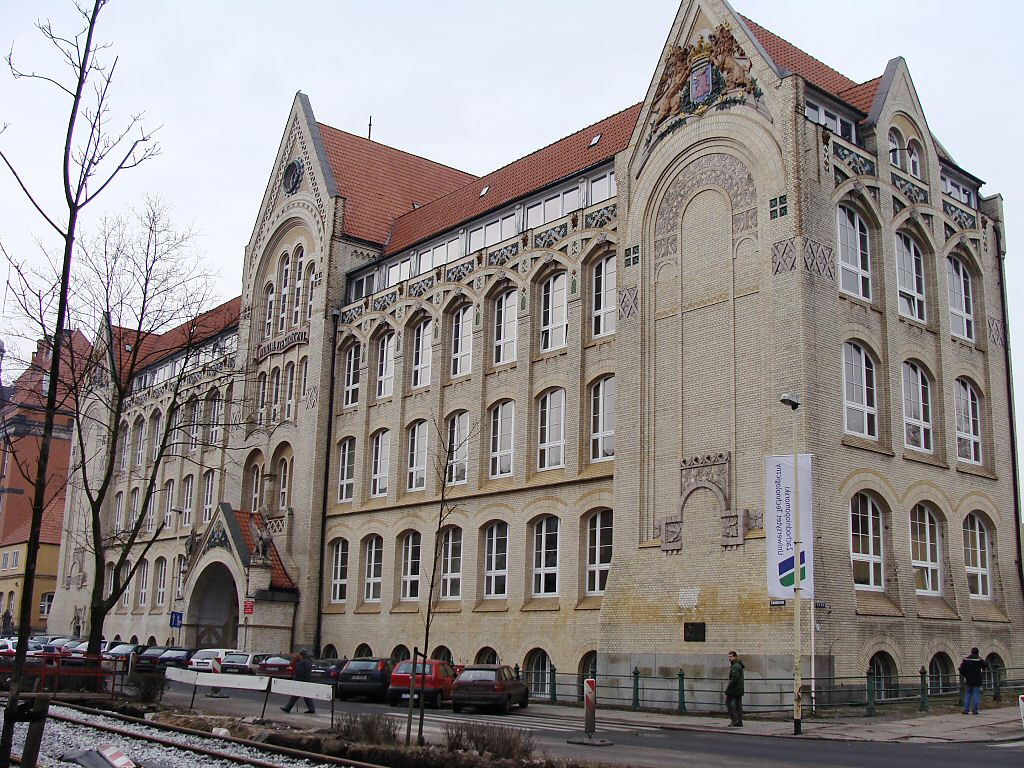
Zabytkowy budynek Wydziału Elektrycznego PS przy ul. Sikorskiego 37

Urodził się w Poznaniu (1936). Studia ukończył w Szczecinie w roku 1959, na Wydziale Elektrycznym Politechniki Szczecińskiej. Po studiach pracował w latach 1960–1962 (lub 1959–1962) jako główny technolog w Fabryce Kabli w Załomiu (później włączonej do Tele-Fonika Kable).
W roku 1963 otrzymał stanowisko starszego asystenta w Politechnice Szczecińskiej. Doktorat uzyskał w roku 1969 na Wydziale Elektrycznym Politechniki Wrocławskiej, a habilitację w roku 1973 w Instytucie Cybernetyki Stosowanej PAN w Warszawie (od roku 1976 – Instytut Badań Systemowych). Tytuł naukowy profesora otrzymał w roku 1978. W kolejnych latach pracował na stanowiskach:
- 1968–1973 – adiunkta
- 1973–1978 – docenta
- 1978–1990 – profesora nadzwyczajnego
- od 1990 – profesora zwyczajnego

Od roku 1972 był kierownikiem Zakładu Automatyki w Instytucie Automatyki Przemysłowej PS.
Pełnił funkcje:
- 1974–1977 – prodziekana Wydziału Elektrycznego
- 1977–1983 – dziekana wydziału
- 1990–1993 – rektora Politechniki Szczecińskiej

Od roku 1993 był członkiem honorowym Senatu Politechniki.
Uczestniczył w działalności instytucji i stowarzyszeń naukowych, m.in. jako członek:
- Międzynarodowej Federacji Automatyki, IFAC[b]
- Szczecińskiego Towarzystwa Naukowego (członek zwyczajny, od roku 1995 – przewodniczący Wydziału IV STN)
- Komisji Nauk Cybernetycznych Oddziału PAN w Poznaniu (od roku 1978 – wiceprzewodniczący)
- Sekcji Elektrotermii przy Komitecie Elektrotechniki PAN (od roku 1979)
- Zarządu Głównego Stowarzyszenia Elektryków Polskich (1980–1984)
- Komitetu Automatyki i Robotyki PAN (od roku 1984)
- Rady Głównej Szkolnictwa Wyższego (1993–1996)

Był delegatem na III Kongres Nauki Polskiej w roku 1986. Od roku 1997 zajmował stanowisko redaktora naczelnego czasopisma Pomiary, Automatyka, Kontrola. Prowadząc kształcenie kadry naukowej pełnił funkcję promotora w 13 przewodach doktorskich i recenzenta kilkudziesięciu prac doktorskich i ośmiu rozpraw habilitacyjnych. Jego wychowankowie uzyskali stanowiska profesora PS i innych uczelni oraz tytuły naukowe.
Zmarł 8 marca 2006 roku. Został pochowany na Cmentarzu Centralnym w Szczecinie.

## Tematyka głównych prac naukowych i badawczo-rozwojowych
W latach 1963–1983 zajmował się m.in. pomiarami dynamicznymi, problematyką błędów dynamicznych pomiaru i rejestracji zmiennych w czasie ciągłych wielkości analogowych (zob. sygnał analogowy, sygnał ciągły). Od roku 1969 głównym obszarem działalności była automatyka. Wraz z zespołem współpracowników (m.in. ze Stefanem Domkiem, Rafałem Osypiukiem, Krzysztofem Pietrusewiczem, Zbigniewem Wysockim, Adamem Żuchowskim) analizował teoretyczne problemy regulacji temperatury, a równocześnie współpracował z Ośrodkiem Badawczo-Rozwojowym Mera-Lumel w Zielonej Górze. Współpraca doprowadziła do uruchomienia seryjnej produkcji rodziny elektronicznych regulatorów temperatury serii RE oraz do uruchomienia w roku 1984, przez Mera-Lumel (np. współczesny RE55), produkcji serii sygnalnej samonastrajającego się mikroprocesorowego regulatora SR-8 (jedna z pierwszych tego rodzaju konstrukcji w Polsce). Zajmował się modelowaniem procesów przemysłowych oraz ich identyfikacją dla celów regulacji i sterowania (zob. m.in. układ regulacji, regulator PID, sterowanie odporne, sterowanie adaptacyjne), m.in. w ramach grantu KBN Nr 8T 11A–02915.

## Publikacje
Jest autorem lub współautorem ok. 150 publikacji, w tym 4 książek, 2 monografii i 6 patentów. W bazie www.worldcat.org wymieniono:
- Technika regulacji temperatury, Pomiary Automatyka Kontrola : Zielona Góra : Lubuskie Zakłady Aparatów Elektrycznych LUMEL, 2000
- Dwustawna regulacja temperatury, Wydawnictwa Naukowo-Techniczne, 1977
- Deterministyczna identyfikacja i jej wykorzystanie w odpornej regulacji PID temperatury, Wydawnictwo Uczelniane Politechniki Szczecińskiej, 2001
- Nowe problemy teorii pomiarów dynamicznych (współautorzy: Zbigniew Wysocki, Adam Żuchowski), wyd. Szczecin, Politechnika Szczecińska, 1970
- Wybrane problemy automatyki przemysłowej, Szczecin : Wydawnictwo Uczelniane Politechniki Szczecińskiej, 1987,
- Odporna regulacja PID o dwóch stopniach swobody (współautorzy: Rafał Osypiuk, Krzysztof Pietrusewicz), Wydawnictwo Naukowe PWN : Mikom, 2006
- Częstotliwość Rice'a w układzie regulacji, Poznań : Ośrodek Wydawnictw Naukowych. Polska Akademia Nauk, 1993
- Pomiary, Automatyka, Kontrola : miesięcznik naukowo-techniczny : organ Polskiego Stowarzyszenia Pomiarów Automatyki i Robotyki POLSPAR, Sekcji Metrologii SIMP, red. nacz. Stanisław Skoczowski
- Teoria czytelności zapisu ciągłego rejestratorów analogowych, Theorie der Lesbarkeit der kontinuierlichen Aufzeichnung analoger Registriergeräte, Zeszyty Naukowe Politechniki Szczecińskiej, 1971
- Die theoretischen und praktischen Gesichtspunkte zur Aufzeichnungslesbariceit von analogen Registriergeräten, Technisches Messen, v468–479 nJG
- Robust model following control with use of a plant model, Taylor and Francis Ltd, International Journal of Systems Science, 32, no 12 (2001): 1413–1427
- Model following PID control system (współautorzy: Stefan Domek, Krzysztof Pietrusewicz), MCB University Press, Kybernetes: The International Journal of Systems & Cybernetics, 32, no. 5/6 (2003): 818–828
- Wybrane problemy automatyki przemysłowej, Wydawnictwo Uczelniane Politechniki, 1987
- Współczesne techniki regulacji i pomiarów oraz metody sterowania : praca zbiorowa dedykowana Profesorowi Stanisławowi Skoczowskiemu : materiały sesji naukowej pt.: Współczesne metody i techniki regulacji, 21–22 kwietnia 2006 r. w Szczecinie (współautor: Stanisław Bańka), Wydawnictwo Uczelniane Politechniki Szczecińskiej, 2006[11]
- Problems of control theory : first international symposium on mathematical models in automation and robotics (MMAR '94), Miedzyzdroje, Poland, 01-03.09.1994 (współautor: D H Owens), Applied mathematics and computer science, Vol. 5 (1995), 3
- Simple two degree of freedom structures and their properties (współautorzy: Rafael Osypiuk, Bernd Finkemeyer), Cambridge University Press, Robotica, 24, no. 3 (2006): 365–372

## Odznaczenia i wyróżnienia
- Krzyż Oficerski Orderu Odrodzenia Polski (1998)[1][2][3]
- 10 nagród Ministra Nauki i Szkolnictwa Wyższego[3]
- 3 nagrody Ministra Edukacji Narodowej, indywidualna II st. za książkę (1973)[3]

## Zainteresowania pozazawodowe
Uprawiał turystykę nizinną i górską oraz taternictwo (wspinaczka skalna) – był członkiem zwyczajnym Szczecińskiego Klubu Wysokogórskiego (od grudnia 1962 do stycznia 1967 – członkiem zarządu klubu). Interesował się sztuką – był miłośnikiem muzyki, szczególnie Johanna Sebastiana Bacha i Domenico Scarlattiego.

## Wspomnienia i upamiętnienie
Jako wychowawca młodych pokoleń inżynierów oraz współpracownik w badaniach naukowych jest wspominany jako człowiek prawy i serdeczny przyjaciel. Dowodem pamięci jest m.in. zadedykowanie profesorowi, zmarłemu w marcu 2006 roku, pracy zbiorowej pt. Współczesne techniki regulacji i pomiarów oraz metody sterowania – materiałów sesji naukowej, która odbyła się w Szczecinie 21–22 kwietnia 2006 roku.
Innym spośród dowodów pamięci i uznania jest nadanie w roku 2014 imienia prof. Stanisława Skoczowskiego nowemu audytorium wykładowemu, największej sali audytoryjnej ZUT, znajdującej się w rozbudowanej siedzibie Wydziału Elektrycznego (ze względu na położenie potocznie nazywanej „Krzaki”).